# 545394 Rossetter
545394 Rossetter este o planetă minoră (asteroid) din centura de asteroizi. A fost descoperită pe 2 noiembrie 2008 la Jarnac Observatory⁠(d) de Jarnac Observatory⁠(d). 
Obiectul prezintă o orbită caracterizată de o semiaxă mare de 2,6833882864717 UAi, o excentricitate de 0,15096876445782, o înclinație de 13,113813038176 ° în raport cu ecliptica.